# Tetrathemis corduliformis
Tetrathemis corduliformis – gatunek ważki z rodziny ważkowatych (Libellulidae).